# ساعي البريد (فلم إيطالي)
ال بوستينو هو فيلم إيطالي لعام 1994 من إخراج مايكل رادفورد. تم إصدار الفيلم في الولايات المتحدة أساساً باسم بوست مان (ساعي البريد) و هو ترجمة مباشرة للاسم الإيطالي. و لكن منذ أطلاق فيلم كيفين كوستنر الذي يحمل نفس الاسم، عرض الفيلم على دي في دي باسم إل بوستينو: ذا بوست مان. غالباً ما يشير نقاد السينما الناطقة باللغة الإنجليزية إلى الفيلم بعنوانه الإيطالية فقط.

## روابط خارجية
- مقالات تستعمل روابط فنية بلا صلة مع ويكي بيانات